# Bijugis bombella
Bijugis bombella är en fjärilsart som beskrevs av Fabricius 1787. Bijugis bombella ingår i släktet Bijugis och familjen säckspinnare. Inga underarter finns listade i Catalogue of Life.